# 塔尔蒙捷
塔尔蒙捷（法語：Talmontiers，法語發音：[talmɔ̃tje]）是法国瓦兹省的一个市镇，属于博韦区。

## 地理
塔尔蒙捷（49°23'11"N, 1°44'20"E）面积9.23 平方千米，位于法国上法蘭西大區瓦兹省，该省份为法国北部内陆省份，北起索姆省，西接厄尔省和滨海塞纳省，南至塞纳-马恩省和瓦兹河谷省，东临埃纳省。
与塔尔蒙捷接壤的市镇（或旧市镇、城区）包括：松地区拉朗德、阿梅库尔、布什维利耶、布赖地区皮瑟、圣皮埃尔埃尚、塞里方丹。

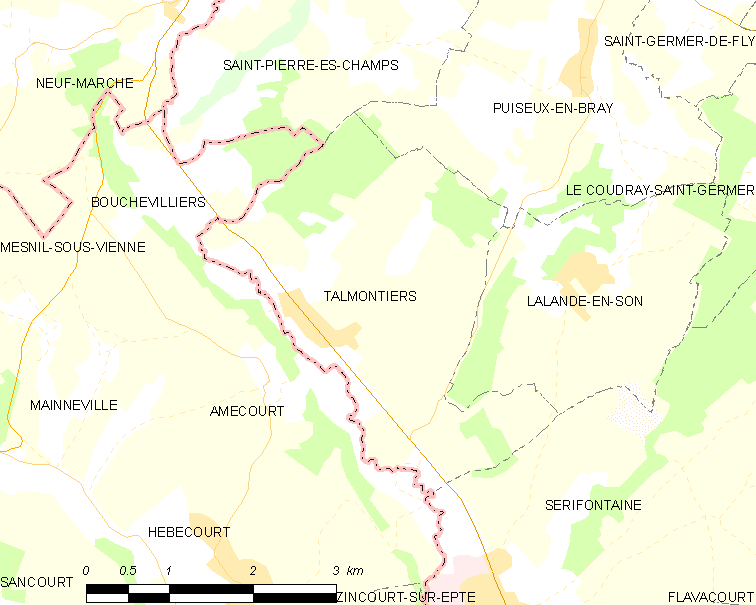
塔尔蒙捷的OSM定位图

塔尔蒙捷的时区为UTC+01:00、UTC+02:00（夏令时）。

## 行政
塔尔蒙捷的邮政编码为60590，INSEE市镇编码为60626。

## 政治
塔尔蒙捷所属的省级选区为格朗维利耶县。

## 人口

1962-2008年间塔尔蒙捷人口变化图示

塔尔蒙捷于2022年1月1日时的人口数量为648人。